# 拉塞·伯森
拉塞·伯森（丹麥語：Lasse Boesen，1979年9月18日—），丹麦男子手球运动员。他曾代表丹麦国家队参加2008年和2012年夏季奥林匹克运动会手球比赛，分别获得第七名和第六名。